# Gornji Brišnik
Gornji Brišnik je naseljeno mjesto u općini Tomislavgrad, Federacija Bosne i Hercegovine, BiH.

## Stanovništvo

### Popisi 1971. – 1991.
| Gornji Brišnik     |              |              |              |
| godina popisa      | 1991.        | 1981.        | 1971.        |
| Hrvati             | 314 (99,68%) | 409 (98,79%) | 583 (99,83%) |
| Srbi               | 0            | 0            | 0            |
| Muslimani          | 0            | 0            | 0            |
| Jugoslaveni        | 0            | 0            | 1 (0,17%)    |
| ostali i nepoznato | 1 (0,32%)    | 5 (1,21%)    | 0            |
| ukupno             | 315          | 414          | 584          |

### Popis 2013.
| Gornji Brišnik     |            |
| godina popisa      | 2013.      |
| Hrvati             | 116 (100%) |
| Srbi               | 0          |
| Bošnjaci           | 0          |
| ostali i nepoznato | 0          |
| ukupno             | 116        |

## Mijat Tomić
Gornji Brišnik rodno je mjesto hajduka Mijata Tomića. Borio se protiv turske vlasti za vrijeme Osmanskog Carstva. 
Po predaji Mijat je rano ostao bez roditelja, dok je još bio u kolijevci
i othranio ga je stric Niko. Iz dokumenata je vidljivo da je Mijat oko 1640.
imao dva brata živa, a po predaji imao je i dvije sestre: jednu - Mandu
- majku poznatog hajduka Malog Marijana i drugu - Jelenu - koja je bila
udana u Sinj. Kasnije su iz Gornjeg Brišnika preselili u Donji Brišnik, gdje se i danas ukazuje na mjesto i ostatke njegovih kuća.